# Monsieur Batignole
Monsieur Batignole es una película francesa dirigida por Gérard Jugnot en 2002, y protagonizada por Gérard Jugnot, Alexia Portal, Jules Sitruk, Michèle Garcia, Jean-Paul Rouve.